# Koellikerina fasciculata
Koellikerina fasciculata is een hydroïdpoliep uit de familie Bougainvilliidae. De poliep komt uit het geslacht Koellikerina. Koellikerina fasciculata werd in 1810 voor het eerst wetenschappelijk beschreven door Péron & Lesueur. 